# Ратни ожиљци
Епизода Ратни ожиљци је 21. епизода 8. сезоне серије "МЗИС: Лос Анђелес". Премијерно је приказана 23. априла 2017. године на каналу ЦБС.

## Опис
Сценарио за епизоду су писали Џордана Луис Џеф и Ендру Бартлс, а режирао ју је Џејмс Вајтмор мл..
Када је ветеран отео подмићеног администратора, екипа мора да ради са Хетиним старим пријатељима од којих је један А. Џ. Чегвиден да би пронашли и открили шта се дешава. 
У овој епизоди се појављује контраадмирал у пензији Алберт Џетро Чегвиден. 

## Ликови

### Из серијеМЗИС: Лос Анђелес
- Крис О’Донел као Гриша Кален
- Данијела Руа као Кензи Блај
- Ерик Кристијан Олсен као Мартин А. Дикс
- Берет Фоа као Ерик Бил
- Мигел Ферер као Овен Гренџер
- Линда Хант као Хенријета Ленг
- Џејмс Тод Смит као Семјуел Хана

### Из серијеВојни адвокати
- Џон М. Џексон као Алберт Џетро Чегвиден